# Карбендейл (Колорадо)
Карбендейл (англ. Carbondale) — місто (англ. town) в США, в окрузі Гарфілд штату Колорадо. Населення — 6434 особи (2020).

## Географія
Карбендейл розташований за координатами 39°23′41″ пн. ш. 107°12′52″ зх. д. / 39.39472° пн. ш. 107.21444° зх. д. (39.394616, -107.214475).  За даними Бюро перепису населення США в 2010 році місто мало площу 5,29 км², уся площа — суходіл.

## Демографія
Згідно з переписом 2010 року, у місті мешкало 6427 осіб у 2251 домогосподарстві у складі 1411 родини. Густота населення становила 1214 особи/км².  Було 2468 помешкань (466/км²).
Расовий склад населення:
| - 74,8 % — білих - 1,1 % — чорних або афроамериканців - 0,9 % — корінних американців - 0,6 % — азіатів - 0,1 % — вихідців з тихоокеанських островів - 19,2 % — осіб інших рас |

До двох чи більше рас належало 3,2 %. Частка іспаномовних становила 39,3 % від усіх жителів.
За віковим діапазоном населення розподілялося таким чином: 25,6 % — особи молодші 18 років, 66,4 % — особи у віці 18—64 років, 8,0 % — особи у віці 65 років та старші. Медіана віку мешканця становила 33,6 року. На 100 осіб жіночої статі у місті припадало 107,8 чоловіків;  на 100 жінок у віці від 18 років та старших — 108,7 чоловіків також старших 18 років.
Середній дохід на одне домашнє господарство  становив 74 531 долар США (медіана — 62 770), а середній дохід на одну сім'ю — 80 073 долари (медіана — 71 267). Медіана доходів становила 47 538 доларів для чоловіків та 41 061 долар для жінок. За межею бідності перебувало 9,8 % осіб, у тому числі 8,8 % дітей у віці до 18 років та 9,4 % осіб у віці 65 років та старших.
Цивільне працевлаштоване населення становило 3677 осіб. Основні галузі зайнятості: освіта, охорона здоров'я та соціальна допомога — 19,3 %, науковці, спеціалісти, менеджери — 17,4 %, будівництво — 15,6 %.